# 穆罕默德-禮薩·洛特菲
穆罕默德-禮薩·洛特菲（波斯語：‎，1947年1月7日—2014年5月2日），是一名伊朗古典音乐家，他出生于伊朗戈尔甘。担任伊朗古典音乐保护与传播中心主任。1986年后迁居美国。
2014年5月2日因为癌症去世。